# Sam Elliott
Pour les articles homonymes, voir Elliott.
Sam Elliott, né le 9 août 1944 à Sacramento en Californie, est un acteur et producteur américain.

## Biographie

### Famille et formation
Samuel Pack Elliott est le fils de Henry Nelson Elliott, employé du Département de l'Intérieur des États-Unis, et de Glynn Mamie Sparks, une enseignante du secondaire. Ses parents sont originaires d'El Paso au Texas. La famille a déménagé à Portland dans l'Oregon quand il avait treize ans.
Il est diplômé de l'école David Douglas en 1962. Il fréquente, durant quelques mois, l'université de l'Oregon pour des cours d'anglais et de psychologie, mais retourne à Portland avant de suivre les cours du Clark College de Vancouver dans l'État de Washington, où il complète son premier cycle d'étude. Là, il est une des vedettes dans une production théâtrale de Guys and Dolls. Le journal Vancouver Columbian suggère alors qu'il devienne acteur professionnel. Après avoir été diplômé de Clark en 1965, il se réinscrit à l'université d'Oregon où il est membre de la fraternité Sigma Alpha Epsilon.
À la fin des années 1960, et malgré les attentes de son père, il s'installe à Los Angeles afin de poursuivre une carrière d'acteur. Samuel Elliott travaille dans la construction durant ses études et est dans la California Air National Guard à Van Nuys.

### Carrière d'acteur
En 1989, dans Road House, de Rowdy Herrington, il interprète Wade Garrett, baroudeur sexy et un des meilleurs amis de James Dalton (Patrick Swayze). En 1993, il tient un des rôles principaux dans Tombstone aux côtés de Kurt Russell et Val Kilmer.  
En 1998, il marque les esprits grâce à son bref rôle de l’Étranger dans le film The Big Lebowski de Joel et Ethan Coen.Il joue dans le film de guerre Nous étions soldats aux côtés de Mel Gibson en 2002 puis en 2003, il tient le rôle du général Thaddeus « Thunderbolt » Ross dans le film Hulk d'Ang Lee, d'après le personnage de Marvel Comics.
En 2005, il incarne un ancien Marlboro Man ayant un cancer dans la satire Thank You for Smoking, première réalisation de Jason Reitman.
En 2007, il renoue avec l'univers des comics en tenant le rôle du Ghost Rider Carter Slade dans Ghost Rider, son personnage venant en aide à celui de Nicolas Cage qui tient le rôle principal.
En 2007 également, il reste dans le domaine du fantastique dans À la croisée des mondes : La Boussole d'or, dans lequel il incarne Lee Scoresby, pilote d'aéronef venant en aide à Lyra Belacqua, interprétée par Dakota Blue Richards, aux côtés de Nicole Kidman (Marisa Coulter) et Daniel Craig (Lord Asriel, parent de Lyra).
En 2009, il retrouve le temps d'un bref rôle Jason Reitman dans le film In the Air.
En octobre 2013, il apparait dans le quatrième épisode de la sixième saison de la sitcom Parks and Recreation. Il y joue le rôle de Ron Dunn, l'équivalent pour la ville d'Eagleton de Ron Swanson, joué par Nick Offerman, qui s'avère être finalement à l'opposé de ce dernier, étant considéré comme un hippie. Il revient l'année d'après, cette fois-ci devant la caméra d'Offerman, dans le dix-neuvième épisode de la même saison, ainsi qu'en 2015 dans le onzième épisode de la septième et dernière saison,.
Après avoir tourné à deux reprises avec son fils, Sam Elliott tient un petit rôle pour Ivan Reitman dans le film Le Pari.
En 2015, il tient un rôle récurrent dans la sixième et dernière saison de la série Justified diffusée sur FX. Il y joue le gangster et  producteur de cannabis Avery Markham, opposé au deputy US Marshal Raylan Givens (en) joué par Timothy Olyphant.
De 2016 à 2020, Elliott joue un des principaux rôles de la sitcom The Ranch, diffusée sur Netflix, qui comprend également Ashton Kutcher, Danny Masterson, Debra Winger et Elisha Cuthbert,. Il y joue le rôle de Beau Bennett, le propriétaire du fameux ranch, qui assiste au retour d'un de ses fils après quinze ans d'absence,.
En 2017, il tient le rôle titre du film The Hero qui fait plusieurs parallèles avec sa vie. Il y joue le rôle de Lee Hayden, une ancienne gloire du western à qui on a diagnostiqué un cancer. La distribution comprend également Laura Prepon, Nick Offerman, Krysten Ritter, ou encore sa femme Katharine Ross, qui joue le rôle de son ex-femme,.
En 2018, il participe au film musical A Star Is Born, nouvelle relecture du film Une étoile est née de 1937. Il y incarne le demi-frère et manager d'un chanteur de rock et de country incarné par Bradley Cooper, qui réalise ici son premier film dans lequel il partage l'affiche avec Lady Gaga.
En 2019, il prête sa voix au chien de Saint-Hubert Trusty dans le film des studios Disney La Belle et le Clochard, relecture du film d'animation de 1955. Il tient également le rôle titre du film The Man Who Killed Hitler and Then the Bigfoot.
À partir du septième épisode de la dix-neuvième saison de la série d'animation Family Guy diffusé en novembre 2020, Elliott campe le personnage de Wild Wild West, le nouveau maire de la ville de Quahog (en). Elliott remplace ainsi le personnage joué par Adam West pendant plus de quinze ans, ce dernier étant décédé en juin 2017. Il tient également son propre rôle dans le vingtième épisode de la dixième saison de la série d'animation Robot Chicken, qui s'avère être le deux-centième.
En 2021, il incarne le père du rôle titre interprété par Will Forte dans la série MacGruber, suite du film sorti en 2010. En fin d'année, et ce jusqu'au début de l'année 2022, Elliott tient un des principaux rôles, celui de l'employé de Pinkerton Agency Shea Brennan, dans la mini-série western 1883 de Taylor Sheridan, préquelle de la série Yellowstone (2018-).

### Vie privée
En 1984, il épouse l'actrice Katharine Ross. Le couple a une fille, Cleo Rose Elliott, née le 17 septembre 1984,.

## Filmographie

### Comme scénariste
- 1991 : Conagher (TV)

### Comme producteur
- 1991 : Conagher (TV)
- 1999 : Le Dernier justicier (You Know My Name) (TV)
- depuis 2017 : The Ranch (série TV)

### Comme acteur

#### Cinéma
- 1969 : Butch Cassidy et le Kid (Butch Cassidy and the Sundance Kid) de George Roy Hill : l'un des joueurs de cartes
- 1970 : Le Défi (The Games) de Michael Winner : Richie Robinson
- 1972 : Les Crapauds (Frogs) de George McCowan : Pickett Smith
- 1972 : Molly and Lawless John, de Gary Nelson : Johnny Lawler
- 1976 : L'Adam de la mer (Lifeguard) de Daniel Petrie : Rick Carlson
- 1978 : Psychose phase 3 (The Legacy) de Richard Marquand : Pete Danner
- 1985 : Mask de Peter Bogdanovich : Gar
- 1987 : Beauté fatale (Fatal Beauty) de Tom Holland : Mike Marshak
- 1988 : Blue-Jean Cop (Shakedown) de James Glickenhaus : Richie Marks
- 1989 : Road House de Rowdy Herrington : Wade Garrett
- 1989 : Prancer de John Hancock : John Riggs
- 1990 : L'Amour dans de beaux draps de Carl Reiner : Charles Turner Jr.
- 1991 : Rush de Lili Fini Zanuck : Dodd
- 1993 : Gettysburg de Ron Maxwell : Brig. Gen. John Buford
- 1993 : Tombstone de George P. Cosmatos : Virgil Earp
- 1995 : Décompte infernal (The Final Cut) de Roger Christian : John Pierce
- 1995 : La Mort pour vivre (The Desperate Trail) (vidéo) : Marshal Bill Speakes
- 1997 : Enquête à San Francisco (Dog Watch) : Charlie Falon
- 1998 : The Big Lebowski de Joel et Ethan Coen : l’Étranger (The Stranger en VO)
- 1998 : The Hi-Lo Country de Stephen Frears : Jim Ed Love
- 2001 : Manipulations (The Contender) de Rod Lurie : Kermit Newman
- 2001 : Pretty When You Cry de Jack N. Green : inspecteur Lukas Black
- 2002 : Nous étions soldats de Randall Wallace: Sgt. Maj. Basil L. Plumley
- 2003 : Off the Map de Campbell Scott : Charley
- 2003 : Hulk de Ang Lee : le général Thaddeus « Thunderbolt » Ross
- 2005 : Thank You for Smoking de Jason Reitman : Lorne Lutch
- 2006 : The Alibi de Matt Checkowski et Kurt Mattila : le Mormon
- 2007 : Ghost Rider de Mark Steven Johnson : Carter Slade
- 2007 : À la croisée des mondes : La Boussole d'or de Chris Weitz : Lee Scoresby
- 2009 : Où sont passés les Morgan ? de Marc Lawrence : Clay Wheeler
- 2009 : In the Air de Jason Reitman: Maynard Finch
- 2011 : The Big Bang de Tony Krantz : Simon Kestral
- 2013 : Sous surveillance (The Company You Keep) de Robert Redford : Mac
- 2014 : Le Pari (Draft Day) d'Ivan Reitman : coach Moore
- 2015 : Grandma de Paul Weitz : Karl
- 2015 : Il est toujours temps d’aimer (I’ll See You in My Dreams) de Brett Haley : Bill
- 2015 : Le Voyage d'Arlo : Butch, un tyrannosaure (voix)
- 2017 : The Hero de Brett Haley : Lee Hayden
- 2018 : A Star Is Born de Bradley Cooper : Bobby
- 2018 : The Man Who Killed Hitler and Then The Bigfoot de Robert D. Krzykowski : Calvin Barr
- 2019 : La Belle et le Clochard (Lady and the Tramp) de Charlie Bean : Trusty (voix)

#### Télévision

##### Téléfilms et séries télévisées
- 1970 : The Challenge : Bryant
- 1970-1971 : Mission impossible - série télévisée, saison 5, 13 épisodes : Dr. Doug Robert
- 1971 : Alerte sur le Wayne : Enseigne William 'Bill' Sandover
- 1973 : The Blue Knight (en) de Robert Butler : inspecteur Charlie Bronski
- 1974 : Evel Knievel : Evel Knievel
- 1974 : Les Rues de San Francisco (série télévisée) : Ken Johnson
- 1975 : I Will Fight No More Forever : capitaine Wood
- 1976 : Once an Eagle : Sam Damon
- 1977 : Aspen : Tom Keating
- 1979 : The Sacketts : Tell Sackett
- 1980 : La Cible (Wild Times) : Hugh Cardiff
- 1981 : Les Feux de la passion (en) : Dr. John Hill
- 1982 : The Shadow Riders : Dal Traven
- 1983 : Travis McGee (en) : Travis McGee
- 1983 : The Yellow Rose (en) : Chance McKenzie
- 1985 : A Death in California : D. Jordan Williams
- 1986 : The Blue Lightning : Harry Wingate
- 1986 : Houston: The Legend of Texas (Gone to Texas) : Samuel Houston
- 1987 : The Quick and the Dead : Con Vallian
- 1991 : Conagher : Conn Conagher
- 1993 : Fugitive Nights: Danger in the Desert : Lyn Cutter
- 1995 : Buffalo Girls : Wild Bill Hickok
- 1995 : The Ranger, the Cook and a Hole in the Sky : Bill Bell
- 1995 : Blue River : Henry Howland
- 1996 : Sans alternative : Ross Bishop
- 1997 : Rough Riders : Buckey O'Neill
- 1998 : Texarkana
- 1999 : Le Dernier justicier : Bill Tilghman
- 2000 : Point limite : Congressman Raskob
- 2006 : Avenger : Calvin Dexter
- 2010 : Une lueur d'espoir : Jess Sanford
- 2013-2015 : Parks and Recreation: Ron Dunn (3 épisodes)
- 2015 : Justified : Avery Markham (12 épisodes)
- 2016 : Grace et Frankie : Phil Milstein (4 épisodes)
- 2016-2020 : The Ranch : Beau Bennett (80 épisodes)
- 2021 : MacGruber : Perry (8 épisodes)
- 2021-2022 : 1883 : Shea Brennan (10 épisodes)

##### Séries d'animation
- 2002 et 2020 : Robot Chicken : White Wine narrator, Skito, Reporter (saison 6, épisode 5) et lui-même (saison 10, épisode 20)
- 2015 : Axe Cop : le père d'Axe Cop (saison 2, épisode 7)
- 2016 : American Dad! : Big John Tanner (saison 11, épisode 6)
- depuis 2019 : Family Guy : lui-même (saison 17, épisode 19) et le maire Wild Wild West (14 épisodes - en cours)

## Voix francophones
Entre 1985 et 1993, Sam Elliott est doublé en version française par Marc de Georgi dans Mask, Patrick Floersheim dans Beauté fatale, Jean Barney dans Road House, Marc Cassot dans L'Amour dans de beaux draps, Bernard Woringer dans La Mort pour vivre et Jacques Richard dans Tombstone.
Bernard Tiphaine le double entre 1991 et 2010 dans Rush The Alibi, À la croisée des mondes : La Boussole d'or, Où sont passés les Morgan ? et In the Air. François Siener le double en 1998 et 2002 dans The Big Lebowski et Nous étions soldats, tandis que Bernard Tixier est sa voix en 2000 dans Manipulations. Patrick Messe le double dans Hulk, Jean-Bernard Guillard dans Thank You for Smoking et Ghost Rider. 
Aux alentours du milieu des années 2010, Patrick Messe le retrouve dans Parks and Recreation, de même que Jean Barney dans Grace et Frankie et François Siener dans A Star Is Born. Il est également doublé par Georges Claisse dans Sous surveillance, Patrick Raynal dans Justified, Michel Bedetti dans The Ranch, Benoît Allemane dans The Hero et Paul Borne dans 1883.